# Saint-Fergeux
Ne doit pas être confondu avec Saint-Ferjeux.
Saint-Fergeux est une commune française, située dans le département des Ardennes en région Grand Est.

## Géographie
| Hannogne-Saint-Rémy | Seraincourt     | Remaucourt      |
| Banogne-Recouvrance | Saint-Fergeux   | Son             |
|                     | Condé-lès-Herpy | Château-Porcien |

### Hydrographie
La commune est dans la région hydrographique « la Seine du confluent de l'Oise (inclus) à l'embouchure » au sein du bassin Seine-Normandie. Elle est drainée par le ruisseau de Saint-Fergeux et le ruisseau de la Piscine,.
Le ruisseau de Saint-Fergeux, d'une longueur de 17 km, prend sa source dans la commune de Chaumont-Porcien et se jette  dans l'Aisne à Condé-lès-Herpy, après avoir traversé quatre communes.

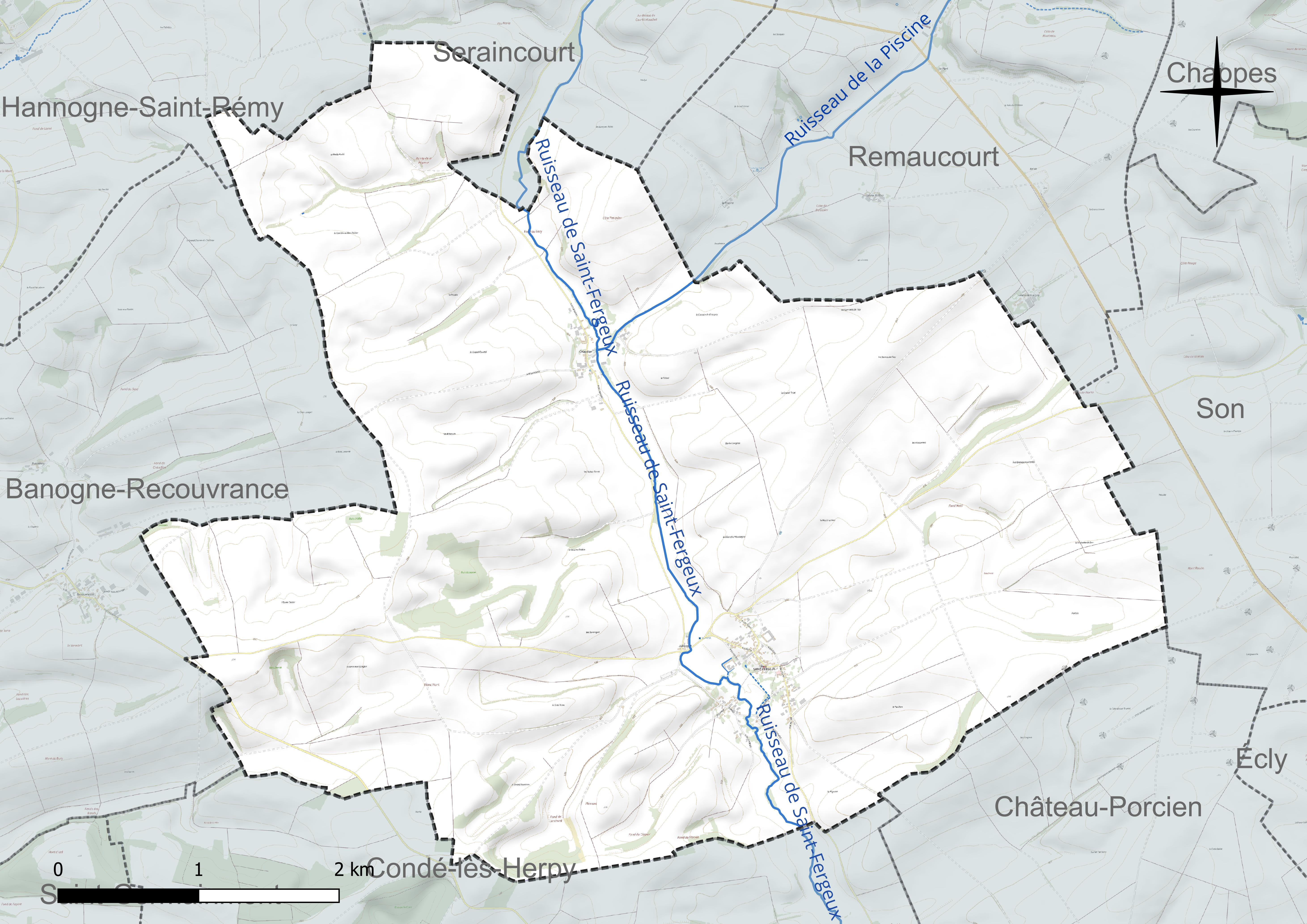
Réseau hydrographique de Saint-Fergeux.

### Climat
Pour des articles plus généraux, voir Climat du Grand Est et Climat des Ardennes.
En 2010, le climat de la commune est de type climat océanique dégradé des plaines du Centre et du Nord, selon une étude du Centre national de la recherche scientifique s'appuyant sur une série de données couvrant la période 1971-2000. En 2020, Météo-France publie une typologie des climats de la France métropolitaine dans laquelle la commune est exposée à un climat océanique altéré et est dans la région climatique Nord-est du bassin Parisien, caractérisée par un ensoleillement médiocre, une pluviométrie moyenne régulièrement répartie au cours de l’année et un hiver froid (3 °C).
Pour la période 1971-2000, la température annuelle moyenne est de 10 °C, avec une amplitude thermique annuelle de 15,6 °C. Le cumul annuel moyen de précipitations est de 783 mm, avec 12,6 jours de précipitations en janvier et 9,1 jours en juillet. Pour la période 1991-2020, la température moyenne annuelle observée sur la station météorologique de Météo-France la plus proche, « Banogne-Recouvrance », sur la commune de Banogne-Recouvrance à 6 km à vol d'oiseau, est de 11,1 °C et le cumul annuel moyen de précipitations est de 773,4 mm. 
La température maximale relevée sur cette station est de 40,8 °C, atteinte le 25 juillet 2019 ; la température minimale est de −14 °C, atteinte le 10 janvier 2003,,.
Les paramètres climatiques de la commune ont été estimés pour le milieu du siècle (2041-2070) selon différents scénarios d'émission de gaz à effet de serre à partir des nouvelles projections climatiques de référence DRIAS-2020. Ils sont consultables sur un site dédié publié par Météo-France en novembre 2022.

## Urbanisme

### Typologie
Au 1er janvier 2024, Saint-Fergeux est catégorisée commune rurale à habitat dispersé, selon la nouvelle grille communale de densité à 7 niveaux définie par l'Insee en 2022.
Elle est située hors unité urbaine. Par ailleurs la commune fait partie de l'aire d'attraction de Reims, dont elle est une commune de la couronne,. Cette aire, qui regroupe 294 communes, est catégorisée dans les aires de 200 000 à moins de 700 000 habitants,.

### Occupation des sols
L'occupation des sols de la commune, telle qu'elle ressort de la base de données européenne d’occupation biophysique des sols Corine Land Cover (CLC), est marquée par l'importance des territoires agricoles (97,6 % en 2018), en augmentation par rapport à 1990 (96,6 %). La répartition détaillée en 2018 est la suivante : 
terres arables (95,3 %), zones agricoles hétérogènes (2,3 %), zones urbanisées (1,4 %), forêts (1 %). L'évolution de l’occupation des sols de la commune et de ses infrastructures peut être observée sur les différentes représentations cartographiques du territoire : la carte de Cassini (XVIIIe siècle), la carte d'état-major (1820-1866) et les cartes ou photos aériennes de l'IGN pour la période actuelle (1950 à aujourd'hui).

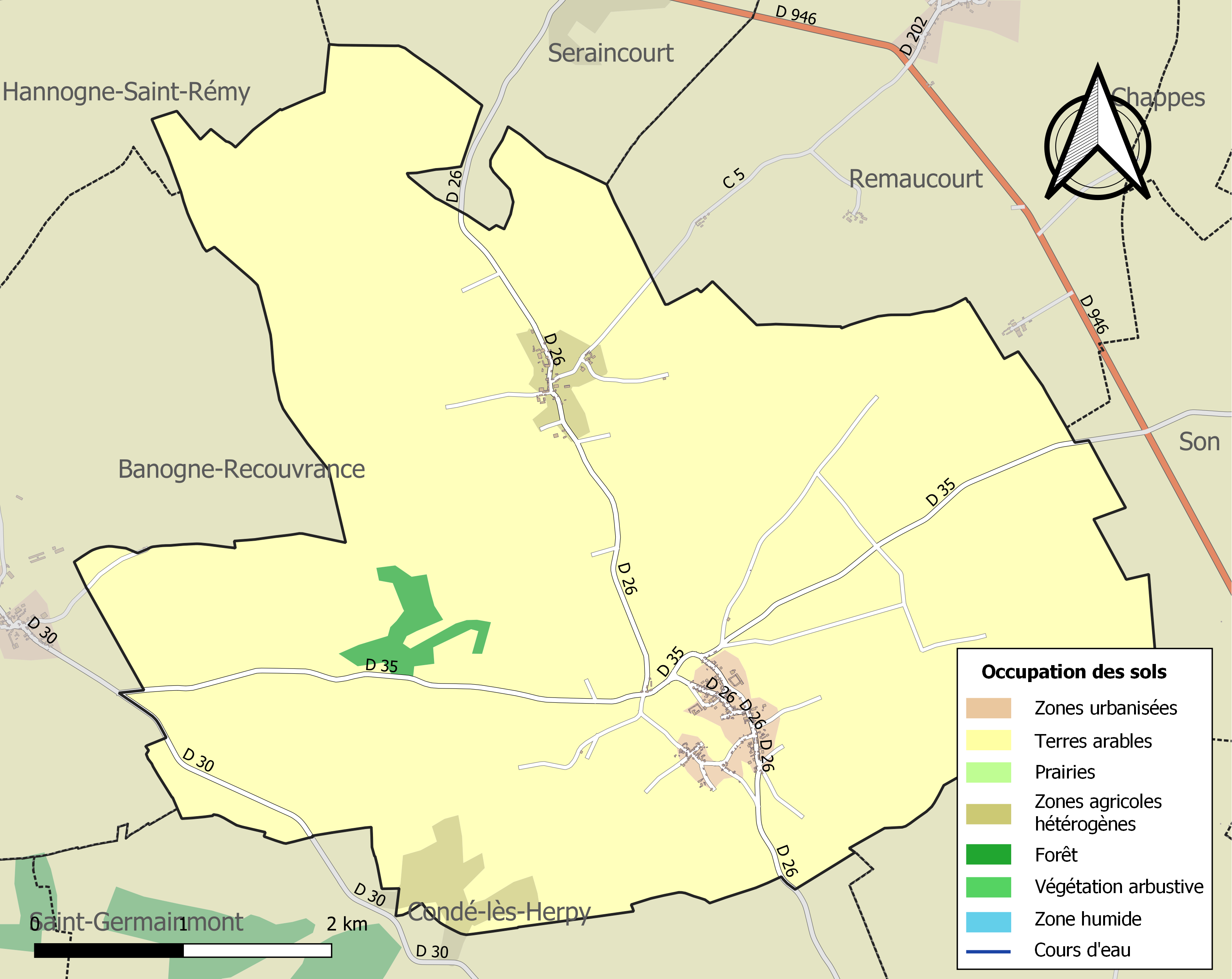
Carte des infrastructures et de l'occupation des sols de la commune en 2018 (CLC).

## Toponymie
Le nom de la localité est attesté sous les formes villa de Sancto Ferreolo en 1184, Saint Ferguel en 1257, Saint Friguel en 1292.
Saint-Fergeux est un hagiotoponyme qui fait référence à Ferréol et Ferjeux de Besançon.

## Politique et administration
| Période                                  | Période                   | Identité                                    | Étiquette | Qualité     |
| ---------------------------------------- | ------------------------- | ------------------------------------------- | --------- | ----------- |
| mars 2001                                | 2014                      | Philippe Lenice                             | DVD       |             |
| 2014                                     | En cours (au 26 mai 2020) | David Vilain Réélu pour le mandat 2020-2026 |           | Agriculteur |
| Les données manquantes sont à compléter. |                           |                                             |           |             |

## Démographie
L'évolution du nombre d'habitants est connue à travers les recensements de la population effectués dans la commune depuis 1793. Pour les communes de moins de 10 000 habitants, une enquête de recensement portant sur toute la population est réalisée tous les cinq ans, les populations de référence des années intermédiaires étant quant à elles estimées par interpolation ou extrapolation. Pour la commune, le premier recensement exhaustif entrant dans le cadre du nouveau dispositif a été réalisé en 2004.

En 2022, la commune comptait 217 habitants, en évolution de +4,83 % par rapport à 2016 (Ardennes : −2,97 %, France hors Mayotte : +2,11 %).
| 1793 | 1800 | 1806 | 1821 | 1831 | 1836 | 1841 | 1846 | 1851 |
| ---- | ---- | ---- | ---- | ---- | ---- | ---- | ---- | ---- |
| 474  | 332  | 527  | 530  | 560  | 555  | 575  | 594  | 585  |

| 1866 | 1872 | 1876 | 1881 | 1886 | 1891 | 1896 | 1901 | 1906 |
| ---- | ---- | ---- | ---- | ---- | ---- | ---- | ---- | ---- |
| 544  | 540  | 550  | 560  | 538  | 531  | 493  | 480  | 474  |

| 1911 | 1921 | 1926 | 1931 | 1936 | 1946 | 1954 | 1962 | 1968 |
| ---- | ---- | ---- | ---- | ---- | ---- | ---- | ---- | ---- |
| 499  | 409  | 437  | 440  | 466  | 339  | 420  | 338  | 309  |

| 1975 | 1982 | 1990 | 1999 | 2004 | 2006 | 2009 | 2014 | 2019 |
| ---- | ---- | ---- | ---- | ---- | ---- | ---- | ---- | ---- |
| 253  | 207  | 203  | 197  | 198  | 193  | 206  | 198  | 216  |

| 2022 | - | - | - | - | - | - | - | - |
| ---- | - | - | - | - | - | - | - | - |
| 217  | - | - | - | - | - | - | - | - |

## Culture locale et patrimoine

### Lieux et monuments

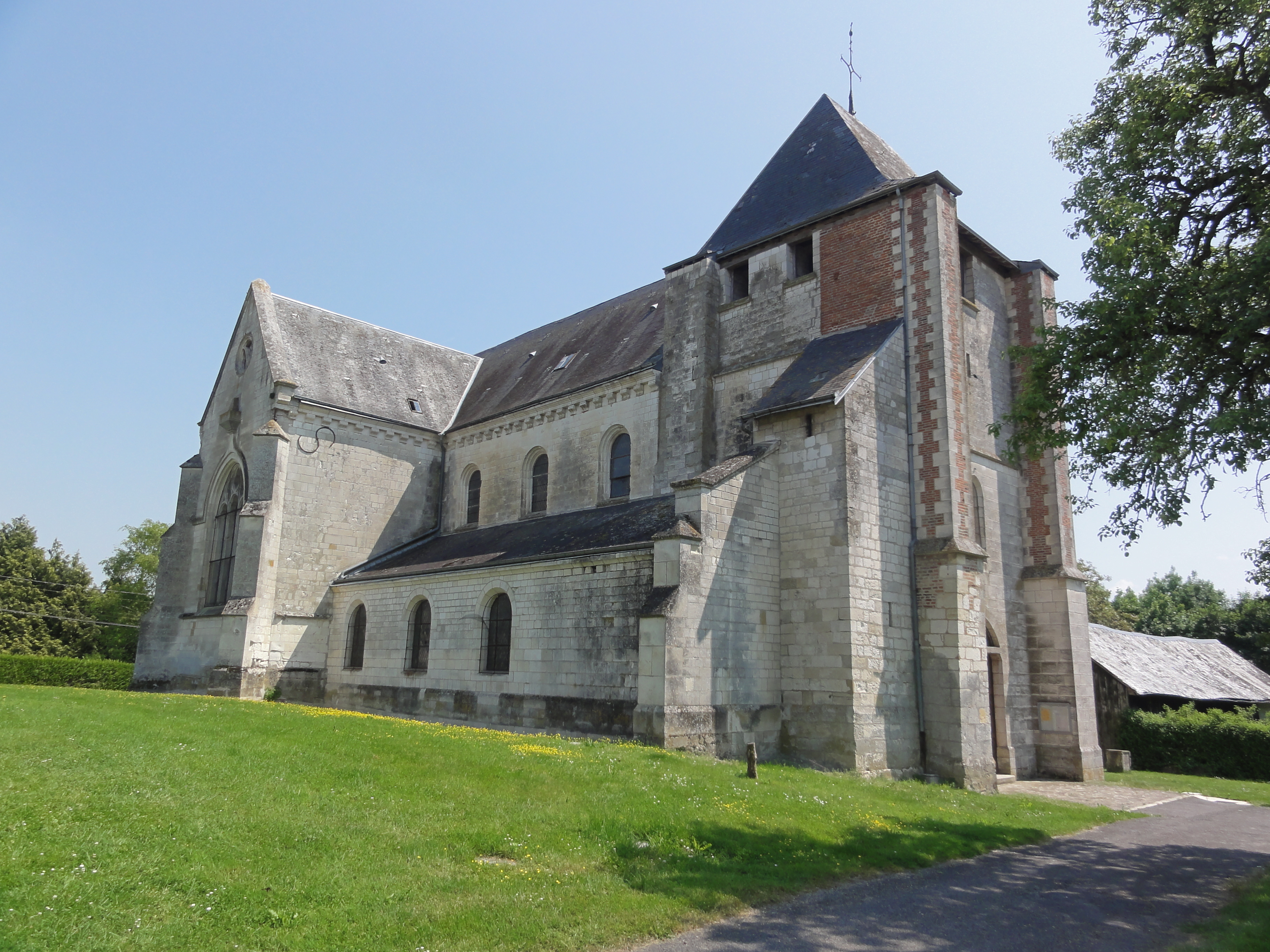
Église Saint-Ferréol de Saint-Fergeux.
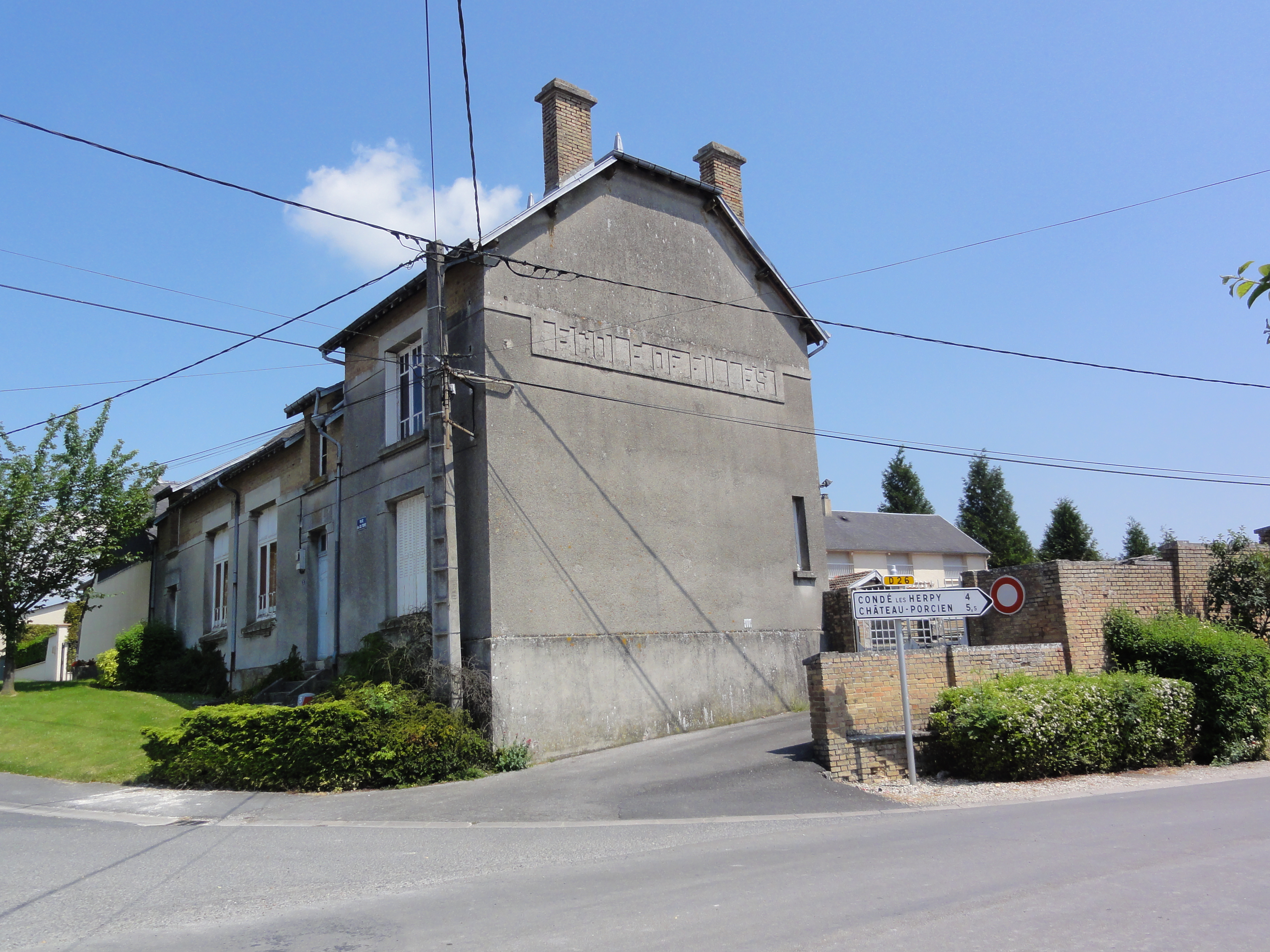
École des filles.
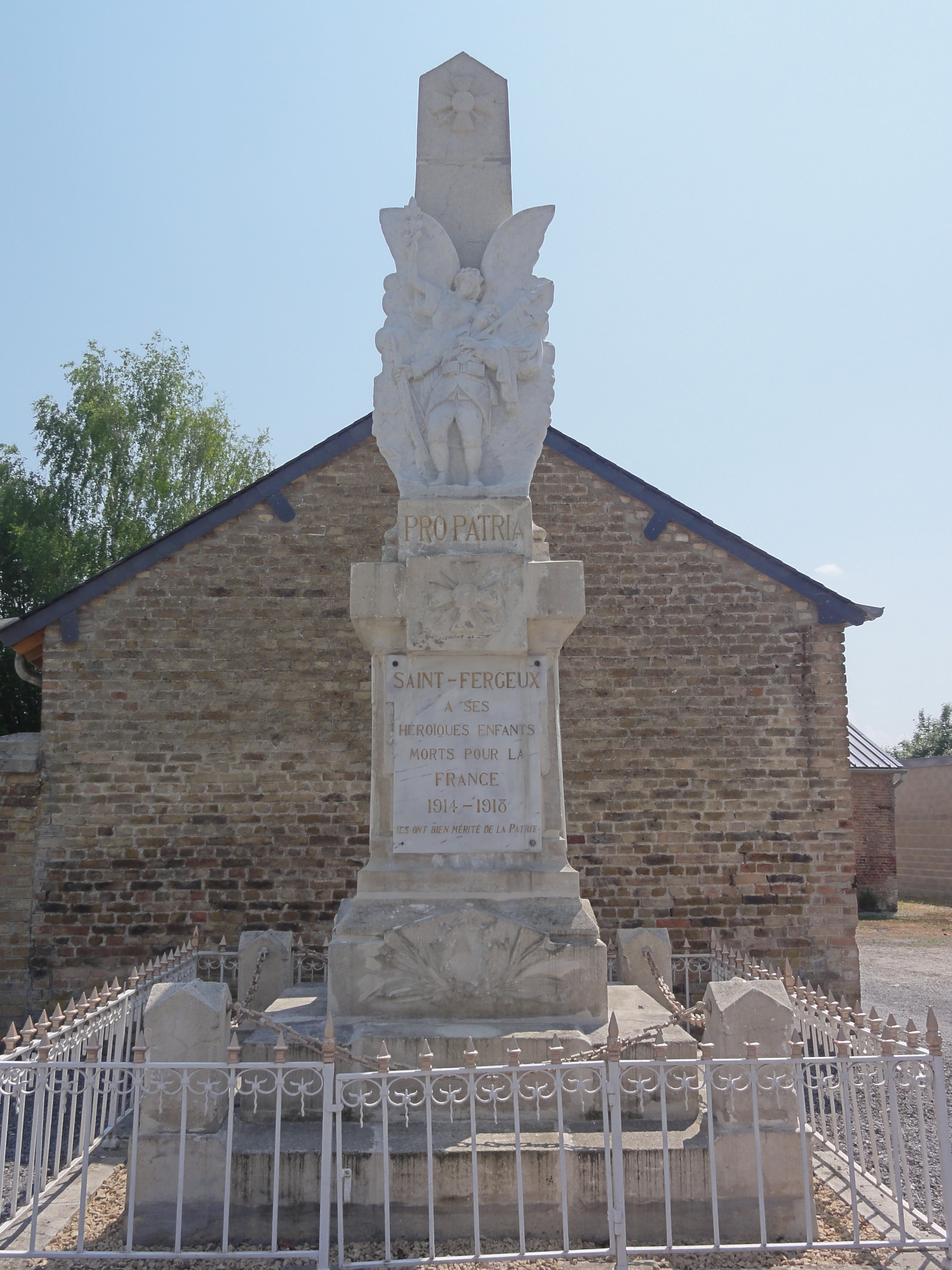
Monument aux morts.

### Héraldique
Pour un article plus général, voir Armorial des communes des Ardennes.
| Blason de Saint-Fergeux | Blason  | Écartelé : aux 1er et 4e d'azur à une fleur de lys d'argent, aux 2e et 3e de gueules à une étoile d'or ; à la croix d'argent chargée d'une tête de lion de sable, dentée et lampassée de gueules, brochant sur la partition. |
| Blason de Saint-Fergeux | Détails | Le statut officiel du blason reste à déterminer. |